# Boat Harbour (Georg-V.-Küste)
Der Boat Harbour (englisch für Bootshafen) ist eine markante Bucht an der ostantarktischen Georg-V.-Küste. Sie liegt am Kap Denison in einer Entfernung von 50 m nordwestlich der größten der Mawson’s Huts.
Der australische Polarforscher Douglas Mawson benannte sie im Zuge der Australasiatischen Antarktisexpedition (1911–1914).